# Космос-260
Космос-260 је један од преко 2400 совјетских вјештачких сателита лансираних у оквиру програма Космос.
Космос-260 је лансиран са космодрома Тјуратам, Бајконур, СССР, 16. децембра 1968. Ракета-носач Р-7 Семјорка (рус. Семёрка) (8К71, НАТО ознака SS-6 Sapwood) са додатим степеном је поставила сателит у орбиту око планете Земље. Маса сателита при лансирању је износила 1750 килограма. Космос-260 је био комуникациони сателит.